# Cephalocoema gaucha
Cephalocoema gaucha är en insektsart som beskrevs av Piza Jr. 1977. Cephalocoema gaucha ingår i släktet Cephalocoema och familjen Proscopiidae. Inga underarter finns listade i Catalogue of Life.